# Cofradía de Nuestra Señora de la Soledad (Chinchilla)
La Cofradía de Nuestra Señora de la Soledad de Chinchilla es una cofradía de culto católico instaurada en el municipio de Chinchilla de Montearagón, en la provincia de Albacete  en España. Se fundó en el año 1926 pero con la venida de la  Segunda República y la posterior  Guerra civil quedaron suspendidas todas sus actividades. Después de este cese de actividad, procesionó por primera vez en 1955.

## Historia
En el año 1926, en Chinchilla de Montearagón, población de la provincia de  Albacete, se fundó la «Cofradía de Nuestra Señora de la Soledad», según consta en el II Libro de Crónica, tomo 147, del Archivo de la Iglesia Arciprestal de Santa María del Salvador (Chinchilla de Montearagón). En el año 1928 se aprobaron sus primeros estatutos religiosos. Con la Segunda República Española, las procesiones quedaron suspendidas en todo el territorio nacional y posteriormente, con la contienda civil del año 1936, las actividades y actos de la cofradía quedaron suspendidos.
El 25 de abril de 1954, tras reunirse una serie de personas católicas y mayores de edad, se refundó la Cofradía y se  redactaron sus nuevos estatutos religiosos. El 19 de agosto del mismo año, el Obispo de Albacete, Arturo Tabera Araoz, erigió canónicamente la «Cofradía de Nuestra Señora de la Soledad» en la «Iglesia de Santa María de Salvador» de Chinchilla de Montearagón y se aprobaron los citados estatutos. En el año 2010 y con la intención de adherirse a la nueva normativa canónica aprobada por elpapa Juan Pablo II, se modificaron los estatutos y el día 5 de mayo de ese mismo año. Por decreto del Obispo de Albacete Ciriaco Benavente Mateos, quedaron aprobados los nuevos estatutos religiosos y erigida canónicamente la cofradía en la iglesia de Iglesia Arciprestal de Santa María del Salvador (Chinchilla de Montearagón).

## Imaginería
La «Cofradía de la Soledad» tiene dos imágenes que hacen su estación de penitencia durante las procesiones de la Semana Santa en Chinchilla de Montearagón: «Nuestra Señora de la Soledad» y la «Oración en el Huerto». 

### Nuestra Señora de la Soledad
La imagen de «Nuestra Señora de la Soledad», titular y patrona de la  cofradía católica fue adquirida después de la guerra civil española, ya que la imagen anterior fue destruida durante la contienda. Procesionó por primera vez con la cofradía en la «Procesión del Santo Entierro» del año 1955. Es una talla en madera de cuerpo entero que se hizo en 1947 y la donó  Mercedes López Ballesteros, viuda de Ramón Cano-Manuel los cuales eran pertenecientes a la «Cofradía de Nuestra Señora de la Soledad». Es una imagen de vestir, con la mirada perdida en lo alto, las manos juntas sujetando un pañuelo, con una corona de trece estrellas y colocado en el pecho, un corazón plateado de siete puñales. La imagen procesiona con trono y vestimenta. Mide 156 cm de alto, 47 cm de ancho y 47 cm de fondo. La donante la encargó en un comercio llamado «Albacete Religioso», pero nunca dijo lo que le costó. Pudo ser realizada en Murcia. El primer trono se adquirió en 1954. En el año 2003 se adquirió un nuevo trono que se realizó en Talleres Salmerón de Socuellamos (Ciudad Real). Procesionó al año siguiente, en 2004, año en que la se conmemoraba el «50 Aniversario de la Refundación de la Cofradía», para cuya efeméride se adquirió un trono nuevo. La imagen de Nuestra Señora de la Soledad se encuentra en la  Iglesia Arciprestal Santa María del Salvador en el retablo del baptisterio, concretamente en la hornacina central.

### La Oración en el Huerto
La Cofradía adquirió la imagen de la «Oración en el Huerto» en el año 2009 y procesionó por primera vez en la «Procesión del Prendimiento de Jueves Santo». Es obra de «Talleres Salmerón» de Socuellamos en Ciudad Real. Es un conjunto escultórico formado por Cristo arrodillado en postura orante y un ángel de pie señalando al cielo. La antigua imagen de la «Oración en el Huerto de los Olivos» fue destruida en 1936 durante la guerra civil española. Era una talla de la escuela de Francisco Salzillo de Murcia y pertenecía a la «Cofradía de Nuestro Padre Jesús Nazareno». Para la creación de la nueva imagen se empleó madera de  tilo para los cuerpos y madera de  cedro para cabeza y manos. Las tallas se realizaron a mano empleando diferentes tipos de gubias y lijadas posteriormente a mano. Se les aplicó a pincel tres capas de yeso mate y cinco capas de alabastro con cola de conejo al baño María, tal y como eran las técnicas tradicionales de policromía de la imaginería española. Por último se procedía a su policromía con óleo fino de alta calidad.
El trono también lo realizó el mismo escultor en sus talleres. Los remates fueron añadidos en el año 2010. Están terminadas en pan de oro.Montículo, árbol (olivo) e iluminación, han sido realizados por los propios miembros de la Cofradía, dirigidos por J. Manuel Correoso Puche. el montículo sobre base de porexpan estrusionado y árbol en PVC de diferentes diámetros; ambos moldeados y forrados en espuma de poliuretano proyectada. La vegetación es natural, a base de aliagas florecidas, romero y ramas de olivo.

## Estación de penitencia
La Cofradía participa en las cuatro estaciones de penitencia o procesiones mayores de Chinchilla que son las siguientes: 
- Jueves Santo por la noche: «Procesión del Prendimiento», con la imagen de la Oración en el Huerto.
- Viernes Santo por la mañana: «Procesión del Calvario», con la imagen de la Oración en el Huerto.
- Viernes Santo por la noche: «Procesión del Santo Entierro», con la imagen titular de Nuestra Señora de la Soledad.
- Domingo de Resurrección: «Procesión del Resucitado», sin imagen. Durante el «Encuentro Glorioso» que se celebra en la Plaza Mayor de Chinchilla, en el momento en que se encuentran Cristo y la Virgen, se realiza el singular «cambio de capa», acto cofrade en el que los cofrades cambian su capa de color negro por la capa de color blanco como signo de alegría por la  Resurrección de Jesucristo.[7]